# Papiro 94
El Papiro 94 (en la numeración Gregory-Aland) designado como {\displaystyle {\mathfrak {P}}}94, es una copia antigua de una parte del Nuevo Testamento en griego. Es un manuscrito en papiro de la Epístola a los romanos y contiene la parte de Romanos 6:10-13, 19-22. Ha sido asignado paleográficamente a los siglos V y VI.
El texto griego de este códice es un representante del Tipo textual alejandrino, también conocido neutral o egipcio. Aún no ha sido relacionado con una Categoría de los manuscritos del Nuevo Testamento.
Este documento se encuentra en el Museo Egipcio de El Cairo (P. Cair. 10730), en el Cairo.